# Гановер-Парк (Іллінойс)
Гановер-Парк (англ. Hanover Park) — селище (англ. village) в США, в округах Кук і Дюпаж штату Іллінойс. Населення — 37 470 осіб (2020).

## Географія
Гановер-Парк розташований за координатами 41°58′53″ пн. ш. 88°8′33″ зх. д. / 41.98139° пн. ш. 88.14250° зх. д. (41.981444, -88.142520).  За даними Бюро перепису населення США в 2010 році селище мало площу 16,66 км², з яких 16,39 км² — суходіл та 0,27 км² — водойми.

## Демографія
Згідно з переписом 2010 року, у селищі мешкали 37 973 особи в 10 921 домогосподарстві у складі 8997 родин. Густота населення становила 2279 осіб/км².  Було 11483 помешкання (689/км²).
Расовий склад населення:
| - 58,5 % — білих - 15,2 % — азіатів - 7,0 % — чорних або афроамериканців - 1,0 % — корінних американців - 14,8 % — осіб інших рас |

До двох чи більше рас належало 3,4 %. Частка іспаномовних становила 38,3 % від усіх жителів.
За віковим діапазоном населення розподілялося таким чином: 29,4 % — особи молодші 18 років, 64,5 % — особи у віці 18—64 років, 6,1 % — особи у віці 65 років та старші. Медіана віку мешканця становила 31,5 року. На 100 осіб жіночої статі у селищі припадало 102,2 чоловіків;  на 100 жінок у віці від 18 років та старших — 101,3 чоловіків також старших 18 років.
Середній дохід на одне домашнє господарство  становив 78 334 долари США (медіана — 67 650), а середній дохід на одну сім'ю — 81 996 доларів (медіана — 72 565). Медіана доходів становила 42 350 доларів для чоловіків та 34 162 долари для жінок. За межею бідності перебувало 11,9 % осіб, у тому числі 17,8 % дітей у віці до 18 років та 7,1 % осіб у віці 65 років та старших.
Цивільне працевлаштоване населення становило 19 282 особи. Основні галузі зайнятості: виробництво — 19,7 %, освіта, охорона здоров'я та соціальна допомога — 14,3 %, науковці, спеціалісти, менеджери — 13,1 %, роздрібна торгівля — 12,4 %.